# SEAT 124
SEAT 124 — легковой автомобиль который получил свое начало в компании «Fiat». Модификация этого автомобиля так-же производилась в СССР и имела название «ВАЗ-2101». Seat 124 имел двигатель «1,438 см³ SOHC I4». Данный автомобиль имел два типа коробки передач 1) 4 ступ. механическая, 2) 5 ступ. механическая. Производился с 1968—1980 в кузовах: Седан (4 двери), Купе (2 двери), Спорт (2 двери) и Универсал (5 дверей).